# NBAドラフト
NBAドラフト（National Basketball Association Draft）は、北米プロバスケットボールリーグNBAの球団が、アマチュア選手との契約交渉権を獲得するために行う毎年恒例の行事である。レギュラーシーズン終了後の6月の第4木曜日に開催される。

## 概要
現在は、前シーズンに成績の悪かったチームから順番に指名していく方式に加え、1巡目上位4位までは例外を設けNBAプレーオフに進出できなかった14チームによる抽選（ロッタリー）で指名順位は確定される。ロッタリーの方法としては、番号をたくさん用意しておき、その番号を成績の悪い順に多く分配し、当たり番号を持ったチームが1巡目の上位4位までは指名権を得ることができる。あとは通常のウェーバー方式順で2巡目まで行われる。指名権のトレードも頻繁に行われるため、同一チームが連続して指名することもある。在米の選手は高校卒業から1年後、海外からエントリーする選手は19歳以上を対象とする。これは近年、高卒選手の指名が相次ぎリーグのレベルが低下しているとコミッショナーのデビッド・スターンが危惧したためだと一般的には言われている。大学入学当初から体格に恵まれ、運動能力が高く、NBAの当たりの激しさに早くから対応できる選手、人材難な年のため高順位が期待される選手は、大学を4年間通わず、アーリーエントリーして入団するのが現在の主流になっている。

## ドラフト選考過程

### ドラフト資格
ドラフト指名を獲得できる選手は、2005年のドラフトまで高校卒業以上としていたが、2005年7月に新労使協定によるルール改定が行われ、ドラフトの行われる暦年(1月から12月)で最低19歳に達する必要があり、アメリカのハイスクール出身者は卒業から最低1年経過していなければ資格を得られない。スポーツ代理人との契約、ドラフト参加宣言、ドラフト不参加には制限があり、ほとんどはNBAよりもむしろNCAAによって規制がなされている。

#### 自動資格
ドラフト時の日時で19歳に達していて、アメリカのハイスクール出身者は卒業から最低1年経過し、かつ下記の基準を満たしていれば、自動的に資格が与えられる。
- カレッジの4年次の資格を完了している。
- アメリカ合衆国のハイスクールを卒業後、国内の大学に進学しておらず卒業後4年が経過している。
- NBAではなくの世界のプロチームで既に契約のもとにプレーした経験がある。NBAに行くために大学を中退する前に契約から開放されている。

#### アーリーエントリー
前述の自動資格取得ではない選手で、ドラフト資格を得たい選手はドラフト60日前にそれを宣言する必要がある。宣言後に、自身の能力を見せ、ドラフトでの位置付けに関するフィードバック情報を得るために、プレドラフトキャンプや各チームのワークアウトに参加することができる。
NBA団体交渉協約(CBA)はドラフト10日前の最終宣言期日までに何時でもエントリーを取り下げることを認めている。しかしながらNCAAは2009年8月に、5月8日までに取り下げないと大学資格を失うことを決定した。このルールは2010年ドラフトで初めて採用された。2011年、NCAAは更に大学資格保持のための取り下げ期限を前倒しし、4月中の春季大会登録時までとした。
現在は、2016年のNCAAのルール改定により、ドラフトコンバイン参加後10日以内ならば取り下げ可能となった。エントリーを宣言した選手は、たとえ指名を受けなくとも、期限までに取り下げなかった場合、大学選手資格を失う。下記の場合でも同様に大学資格を失う。
- 選手が代理人と契約した場合。
- 2016年の改正までは、選手が宣言をして、過去のエントリーで取り下げている場合。

NBA団体交渉協約(CBA)は2度までエントリー取り下げを許容しているが、NCAAは大学資格を失わずにドラフトにエントリーできるのは一度のみとしてたが、2016年の改定の新規定では、NBAドラフトへの複数回のエントリー、ドラフトコンバインへの参加、1年に1度NBAチームのトライアウトに参加することも認められるようになった。

### ドラフトコンバイン
ドラフトに先立ち、5月にリーグ全チームの投票に基づいて60人前後のエントリーが期待されるドラフト候補選手を招待し、各チームのGM、コーチ、スカウトによって、シューティングドリル を始めとした各種オンコートドリルと、身体測定、身体能力測定、健康診断、個別面談が行われる。コンバインに招待されなかった、あるいは所属リーグの都合上コンバインに参加できなかった候補選手については、インターナショナルプレーヤーの場合はアディダスユーロキャンプ に、NCAAシニアの選手の場合は、ポーツマス招待トーナメント（PIT） に参加する。
2016年のNCAAのルール改定により、これまでエントリーの取り下げは、学生選手契約書にサインする月の期限日前日までにエントリーを取り下げるかどうかを決めなければならなかったのが、ドラフトコンバイン参加後10日以内ならば可能となった。
- 主な測定項目

身長（シューズ無・有）、体重、体脂肪率、ウィングスパン、スタンディングリーチ、手のサイズ、垂直跳び（助走無・有）、ベンチプレス、3/4コートスプリント、レーンアジリティ、シャトルラン

### ドラフトピック
初期のドラフトでは、チームは対象選手が尽きるまで選んでおり、1960年と1968年には21順まで達した。1974年までに10順に落ち着き、1985年に7順目まで短縮されるまで続いた。NBAの同意に基づき1989年のドラフトから、2順目までに制限された。これによりドラフト外の選手がどのチームでも選べるようになり、現在のシステムとなった。

## ドラフト抽選
NBAのドラフト抽選(ロッタリー)は、前シーズンにプレーオフに出場できなかったチーム(トップ10指名)あるいは、前シーズンにプレーオフ進出を逃した他のチームが保有していた指名権を有するチーム間でドラフト指名順位を決定するために行われる毎年の恒例行事である。ドラフトはチームがアマチュアの有資格選手やプロ・アマ問わず海外の有資格選手を獲得する権利を得るために行われる。当選チームは第一指名権を獲得する。プレーオフ進出を逃したチームは、ロッタリー・チームと呼ばれることがある。前シーズンに成績の悪かったチームから順番に指名していく方式に加え、1巡目上位3位までは例外を設けNBAプレーオフに進出できなかった14チームによる抽選（ロッタリー）で指名順位は確定される。ロッタリーの方法としては、番号をたくさん用意しておき、その番号を成績の悪い順に多く分配する事により当選確率を調整し、当たり番号を持ったチームが1巡目の上位3位までは指名権を得ることができる。あとは通常のウェーバー方式順で2巡目まで行われる。指名権のトレードも頻繁に行われるため、同一チームが連続して指名することもある。

### 1984年以前
初期のドラフトでは前シーズンの成績の悪い順で指名が行なわれていたが、チームの地域に所属する選手を指名できる特別な地域指名(テリトリー・ピック)ルールによる指名ができた。もしチームがこの権利を行使したい場合は、1巡目指名権は没収された。この特別ルールは1966年に改定されるまで続いた。1966年に各ディビジョンの最下位チームの間でコイントスで決定される方式が導入された。抽選該当チーム以外は勝率の悪い順で指名する方式で、1984年まで続いた。

### 1985-1989年初期抽選方式
1985年から前シーズンにプレーオフに出場できなかったチーム全てで同確率で抽選が行われるシステムに変更された。封筒に該当チーム名を記載したカードを入れ、順番に選択し、指名順位を決定した。1984年までのドラフトが勝率の低い順から指名が出来る制度であり、注目選手であったパトリック・ユーイングを獲得するため、リーグ最低勝率を目指して下位チームがわざと負ける事態を招いたことによる。この事例のような高順位を獲得するためにレギュラーシーズンで手を抜くこと(タンク)を防ぐためである。

### 1990年以降の現抽選方式
1990年に抽選に際して当選確率を成績に応じて調整する現行の方式が開始し、現在まで続いている。ロッタリーの方法としては、番号をたくさん用意しておき、その番号を成績の悪い順に多く分配する事により当選確率を調整し、当たり番号を持ったチームが1巡目の上位3位までは指名権を得ることができる。
成績の悪い順に下記の当選確率となるよう調整される。
| 順位 | 当選数 | 1st  | 2nd  | 3rd  | 4th  | 5th  | 6th  | 7th  | 8th  | 9th  | 10th | 11th | 12th | 13th | 14th |
| 1    | 250    | .250 | .215 | .178 | .357 |      |      |      |      |      |      |      |      |      |      |
| 2    | 199    | .199 | .188 | .171 | .319 | .123 |      |      |      |      |      |      |      |      |      |
| 3    | 156    | .156 | .157 | .156 | .226 | .265 | .040 |      |      |      |      |      |      |      |      |
| 4    | 119    | .119 | .126 | .133 | .099 | .351 | .160 | .012 |      |      |      |      |      |      |      |
| 5    | 88     | .088 | .097 | .107 |      | .261 | .360 | .084 | .004 |      |      |      |      |      |      |
| 6    | 63     | .063 | .071 | .081 |      |      | .439 | .305 | .040 | .001 |      |      |      |      |      |
| 7    | 43     | .043 | .049 | .058 |      |      |      | .599 | .232 | .018 | .000 |      |      |      |      |
| 8    | 28     | .028 | .033 | .039 |      |      |      |      | .724 | .168 | .008 | .000 |      |      |      |
| 9    | 17     | .017 | .020 | .024 |      |      |      |      |      | .813 | .122 | .004 | .000 |      |      |
| 10   | 11     | .011 | .013 | .016 |      |      |      |      |      |      | .870 | .089 | .002 | .000 |      |
| 11   | 8      | .008 | .009 | .012 |      |      |      |      |      |      |      | .907 | .063 | .001 | .000 |
| 12   | 7      | .007 | .008 | .010 |      |      |      |      |      |      |      |      | .935 | .039 | .000 |
| 13   | 6      | .006 | .007 | .009 |      |      |      |      |      |      |      |      |      | .960 | .018 |
| 14   | 5      | .005 | .006 | .007 |      |      |      |      |      |      |      |      |      |      | .982 |

## 歴史
1947年、ワッツ・ミサカ がニューヨーク・ニックスに非白人として初めて指名された。
1962年、レジー・ハーディングが高卒の選手では初めて指名された。
1965年、双子のトム・バン・アースデール、ディック・バン・アースデールがそれぞれドラフトで指名された。この年まで地元ファン獲得のためにNBA地域ドラフト制度と呼ばれる制度でホームアリーナ近郊の大学出身選手をドラフトに先立って指名する制度があった。この制度を用いた場合、チームはドラフト1巡指名権を失った。
1977年、ルシア・ハリスがニューオーリンズ・ジャズに女性として初めて指名されたが、NBAでプレイすることはなかった。2021年時点でも唯一の女性指名となっている。
1978年、マイカル・トンプソンがポートランド・トレイルブレイザーズにアメリカ合衆国以外出身の選手として初めて1位で指名された。
1981年、岡山恭崇がゴールデンステート・ウォリアーズに日本人プレイヤーとして初めて指名されたが、米国でプレイすることはなかった。岡山は、NBAドラフトで指名された史上最も長身の選手として知られている。
1984年、ヒューストン・ロケッツが2年連続全体1位指名権を獲得、アキーム・オラジュワンを指名して、前年に指名したラルフ・サンプソンと共に「ツイン・タワー」を形成した。また、この年、マイケル・ジョーダンが全体3位で指名されている。この年のドラフトではカール・ルイスが指名されているがNBA入りすることなく陸上競技に専念した。
1993年、オーランド・マジックが2年連続1位指名を獲得した。シャキール・オニールを前年指名したのに次いで、41勝41敗とプレーオフに進出したインディアナ・ペイサーズと同じ勝利数で終えたが惜しくもプレーオフに出場できなかった代わりに奇跡的な確率だった全体1位指名権を得た。クリス・ウェバーを指名して、ドラフト後にアンファニー・ハーダウェイとトレードを行なった。
2000年、ミネソタ・ティンバーウルブズとジョー・スミスの間で、サラリーキャップ規定に反した契約が交わされていたことが発覚し、ティンバーウルブズは5年間ドラフト1巡目指名権を剥奪された（2003年、2005年は獲得が認められた）。
2001年、ケビン・ガーネット、コービー・ブライアントら高卒選手の活躍を受け、19歳のクワミ・ブラウンが高卒では史上初の1位でワシントン・ウィザーズに指名された。
2002年、中国出身の姚明が米国人や米国の大学でプレイしていた選手以外としては初めて1位でヒューストン・ロケッツに指名され、2005年、2006年には連続で外国出身の選手が1位で指名された（2006年のイタリア出身アンドレア・バルニャーニは欧州人初）。
2001年から2010年はマディソン・スクエア・ガーデンでの開催が続いたが、2011年、2012年はMSGが改修工事が行われている関係で、ニュージャージー州ニューアークのプルデンシャル・センターで開催された。2013年、2014年はバークレイズ・センターで開催された。

## テレビ放送
1980年よりアメリカのケーブルテレビ向け娯楽専門テレビ放送局で、現在は3大ネットワークのNBCなどと共に、NBCユニバーサルの傘下にあるUSAネットワークで、1984年まで放映されており、NHL,NFLも同年から放送を開始している。1985年からは米タイム・ワーナー傘下のターナー・ブロードキャスティング・システムが運営するTBS (アメリカのテレビジョン放送)で"NBA on TBS"パッケージの一部として放送を開始し、1990年から2002年は"NBA on TNT"に移動した。ESPNが2002年にNBCから放送権を獲得し2003年から“NBA on ESPN”で放送が開始し現在に至っている。